# Maria Pavlovna av Ryssland (1786–1859)
Storfurstinnan Maria Pavlovna av Ryssland (Ryska: Великая княжна Мария Павловна) född 16 februari 1786 i Sankt Petersburg, Ryssland, död 23 juni 1859 i Weimar, Sachsen-Weimar-Eisenach) var en rysk storfurstinna och storhertiginna av Sachsen-Weimar-Eisenach. Hon var den tredje dottern till Paul I av Ryssland och Sophie Marie Dorothea av Württemberg.

## Biografi

### Tidigt liv
Maria Pavlovna föddes 1786 i Sankt Petersburg och växte upp i det kejserliga Pavlovsk-palatset utanför staden. Som barn ansågs hon inte vacker, då hennes utseende skadats av tidiga försök med smittkoppsvaccin. Hennes farmor, Katarina II, beundrade hennes brådmogna talang som pianist men sade att "det hade varit bättre att hon fötts som pojke". Hennes musiklärare var kompositören Giuseppe Sarti. 
Maria Pavlovnas far blev tsar över Ryssland 1796, och hennes bror Alexander 1801. Även brodern Nikolaj blev tsar och två av systrarna gifte sig med europeiska regenter.

### Storhertiginna
År 1804 gifte hon sig med Karl Fredrik, storhertig av Sachsen-Weimar-Eisenach, med vilken hon bodde i nio månader i Sankt Petersburg, innan hon flyttade till Weimar. När hon anlände till Weimar, hyllades hon med stora festligheter och av stadens kulturpersonligheter som Wieland, Schiller och Goethe. Hon fick fyra barn, varav dottern Augusta blev gemål till kejsar Vilhelm I av Tyskland.
Maria Pavlovna intresserade sig för konst, vetenskap och välgörenhet. Hon brevväxlade med Vasilij Zjukovskij och dedicerades dikter av Schiller. Hon närvarade vid tio föreläsningar vid universitetet i Jena och var en av krafterna bakom grundandet av det Falkska institutet ("Falkheim") i Weimar för undervisning av föräldralösa barn. Hennes litteraturaftnar, där akademiker från universitetet i Jena kom för att föreläsa, blev berömda. Hon stödde flera av universitetets fakulteter, bland annat prof. Johann Gustav Stickels Orientaliska Myntkabinett (1840). Hennes hov blev ett konstnärligt centrum: Hon anställde Franz Liszt som hovkapellmästare ca 1848-1860 och han uppförde Wagners Lohengrin som hade premiär i Weimar 28 augusti 1850. Redan då hade hon emellertid blivit döv.
Schiller berömde Maria Pavlovnas talang för musik och bildkonst, och kärlek för litteraturen, och Goethe beskrev henne som "en av sin tids värdigaste kvinnor". Hon engagerade sig även filantropiskt med fattighjälp: hon inrättade en sparkasseförening och understöd för nödställda kvinnor, och använde sina privata medel för bistånd. Weimars befolkning kallade henne kärleksfullt för "de fattigas, sjukas och föräldralösas ängel".

### Senare liv

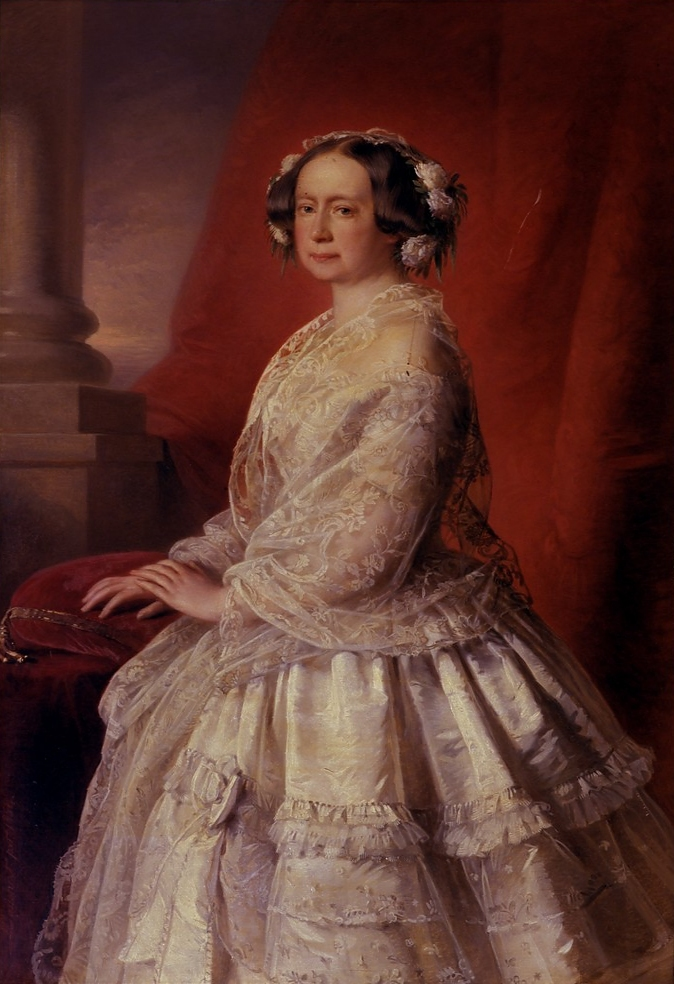
Maria Pavlovna på 1850-talet

Efter Karl Fredriks död 1853 och sonens Carl Alexanders trontillträde drog hon sig tillbaka från offentligheten. Hennes sista resa till Ryssland var till brorsonen Alexander II av Rysslands kröning 1855.